# Martinus Dogma Situmorang
Martinus Dogma Situmorang (Papili, Sumatra, 28 de marzo de 1946-Bandung, Java, Indonesia 19 de noviembre de 2019) fue un obispo católico indonesio. Se desempeñó como obispo de la diócesis de Padang, Indonesia, desde 1983 hasta su muerte en 2019.

## Biografía
Dogma Situmorang nació en el pueblo de Palipi, en la isla de Samosir, dentro de una familia étnica batak. Fue el tercer hijo de la pareja Joseph Iskandar Arminius Situmorang y Maria Dina Sinaga. Su padre era un catequista que fue uno de los precursores de la fundación de la iglesia católica en la isla Samosir. El 26 de diciembre de 1978, cuando tenía doce años, la madre biológica de Dogma Situmorang, María, murió y su padre se volvió a casar con María Else Sinaga. Desde la infancia Situmorang se llevaba bien con los sacerdotes y las monjas. A partir de aquí, comenzó a crecer en su corazón la fe de querer convertirse en sacerdote.
En total, Dogma Situmorang creció en una familia numerosa con ocho hermanos y seis hermanas.

## Vida religiosa
A los de veinte años, Dogma Situmorang se unió como novicio a la Orden de los Frailes Menores Capuchinos coloquialmente conocidos como Capuchinos. 
El 5 de enero de 1974 a la edad de veintisiete años fue ordenado sacerdote de la orden capuchina.
El 2 de febrero de 2019, Situmorang se convirtió en obispo de los coconsensores en la ordenación del arzobispo de Medan, Mons. Kornelius Sipayung, O.F.M. Sello junto con el arzobispo emérito Medan, mons. Anicetus Bongsu Antonius Sinaga, O.F.M. Sello También dio homilías en la ordenación. Actuando como el primer obispo ordinario fue Nuncio Apostolik para Indonesia Mons. Piero Pioppo.